# Resolució 505 del Consell de Seguretat de les Nacions Unides
La Resolució 505 del Consell de Seguretat de les Nacions Unides, aprovada per unanimitat el 26 de maig de 1982, es va reafirmar en la resolució 502 i va declarar que la situació a la regió de les Illes Malvines, en referència a la Guerra de les Malvines, preocupava al Consell després d'haver-se agreujat. El Consell va expressar el seu reconeixement a Javier Pérez de Cuéllar, Secretari General de les Nacions Unides, pels seus esforços a aconseguir un acord entre les parts implicades, Argentina i Regne Unit, aconseguir el compliment de la resolució 502 i el restabliment de la pau.
La resolució instava a les parts implicades en el conflicte a cooperar amb el Secretari General per aconseguir la fi de les hostilitats. Es pretenia que les parts bel·ligerants negociessin els punts per un alto el foc per posteriorment, si calia, l'enviament d'una força d'observadors que la verifiqués. Finalment va sol·licitar al Secretari General que presentés un informe al Consell de Seguretat en el menor termini possible, inferior a 7 dies.
Originalment Argentina pretenia que la resolució 505 inclogués una referència a una possible administració transitòria de les illes, idea que va sorgir durant les sessions desenvolupades els dies previs, encara que finalment va ser descartada.
Anteriorment a l'aprovació de la resolució 505, l'1 de maig, Perú, amb Fernando Belaunde Terry com a mediador, va proposar un acord de pau que va ser acceptat per Regne Unit però no per Argentina. Leopoldo Galtieri va postergar la resposta a la proposició peruana a la consulta de la Junta Militar, sent descartada qualsevol solució pacífica per la seva banda després de l'enfonsament del Belgrano. Un posterior projecte de resolució promogut per Panamà i Espanya, com a membres no permanents del Consell de Seguretat, va ser vetat pel Regne Unit i Estats Units.